# Universidad de Ginling
La Universidad Ginling, también conocida como Jinling College o Jinling Women's College, es una universidad para mujeres de la Universidad Normal de Nankín China. Ofrece tanto licenciaturas como maestrías.Seis carreras de pregrado: inglés aplicado, contabilidad, gestión financiera, trabajo y bienestar social, ciencia e ingeniería de alimentos y calidad e inocuidad de los alimentos. Se ofrecen maestrías en ciencia de los alimentos, procesamiento y almacenamiento de productos agrícolas y educación de la mujer.
El Ginling College tiene sus raíces en la universidad cristiana del mismo nombre fundada en 1913, que comenzó a operar en 1915 y fue la primera institución en otorgar títulos de licenciatura a estudiantes mujeres en China. La escuela estuvo cerrada desde 1951 hasta 1987, que volvió a restablecerse.
El arquitecto estadounidense  e historiador de arte, Talbot Hamlin, diseñó algunos de los edificios que se construyeron en el período de 1919 a 1925.
Wu Yi-Fang, que fue una de las cinco primeras graduadas  de Ginling y obtuvo un doctorado de la Universidad de Míchigan en 1928, se convirtió en la primera presidenta de una universidad en China, dirigiendo Ginling College de 1928 a 1951 hasta que se fusionó con la Universidad de Nankín. Wu, quien se convirtió en una figura poderosa en la República Popular China como educadora patriótica, trabajó incansablemente para reabrir la escuela. Sin embargo, finalmente no volvió a abrir hasta 1987, dos años después de su muerte.
Durante la Masacre de Nankín, la universidad, dirigida por su directora interina Minnie Vautrin, albergó a más de 10.000 mujeres que intentaban esconderse del ejército imperial japonés.

## Historia

### Establecimiento (1913~1915)
El Ginling College se fundó en 1913 en el contexto del Movimiento del Evangelio Social y el Movimiento de Estudiantes Voluntarios en los Estados Unidos, y la creciente demanda de educación para mujeres impulsada por la Revolución China de 1911. A través de los esfuerzos de un junta unida compuesta por ocho juntas de misiones estadounidenses: bautistas (norte y sur), discípulos, episcopales, metodistas (norte y sur) y presbiterianos (norte y sur): El Ginling College abrió oficialmente en 1915 con seis profesores y once estudiantes. Todas las materias se impartían en inglés excepto los clásicos chinos. La primera clase que se graduó, compuesta por cinco mujeres, incluida la futura presidenta de esta misma institución, Wu Yifang, se graduó en 1919. Se convirtieron en las primeras mujeres en China en recibir títulos de licenciatura en artes totalmente acreditados. Matilda Thurston, una graduada de Mount Holyoke que anteriormente había estado en la Misión de Yale en Changsha, se desempeñó como la primera presidenta de la universidad desde 1913 hasta 1928. En agosto de 1928, cuando Wu Yifang asumió dicha presidencia.

### Durante la segunda guerra sino-japonesa (1937~1945)
Cuando estalló la guerra entre el Japón imperial y China, los miembros del colegio tuvieron que dispersarse por diferentes partes de China mientras el campus de Nankín se convertía en un campo de refugiados bajo la supervisión de Minnie Vautrin. El 8 de diciembre de 1937, las primeras 300 mujeres y niños fueron admitidos en el campus de Nankín. La ciudad fue tomada el 13 de diciembre, marcando el comienzo de la masacre de Nankín que duró más de un mes. En su apogeo, el campus proporcionó un refugio para casi 10.000 personas. La propia Vautrin patrulló el campus ahuyentando a los soldados, visitó la embajada japonesa para pedir protección y organizó la venta de arroz en cobertizos de esteras que se habían erigido en los terrenos de la universidad. También inició clases de Biblia y, con la ayuda de las mujeres refugiadas, creó una lista de hombres desaparecidos para presentarla a la Embajada de Japón. El Comité Internacional de Socorro de Nankín suministró alimentos y combustible para el campamento. Una vez que la fase de refugiados del trabajo se volvió menos urgente, Vautrin desvió su atención a la educación: abrió una escuela secundaria, una escuela diurna y una guardería en el campus de Ginling, y ofreció un curso de manualidades para "mujeres indigentes". En abril de 1940, sufrió una crisis nerviosa y fue llevada de regreso a los EE. UU. Los estudiantes y profesores evacuados comenzaron los "centros Ginling" como parte de otras instituciones misioneras en Shanghái, Wuchang y Chengdu . El centro de Ginling en Wuchang comenzó cuando la Universidad de Huachung aceptó a treinta estudiantes de Ginling como estudiantes invitados. Con el paso del tiempo, más profesores se unieron a la unidad e impartieron al menos un curso que la Universidad de Huachung necesitaba. A cambio, los estudiantes de Ginling fueron admitidos en todos los departamentos regulares de la universidad. A medida que se desarrollaba la guerra, Ginling College trabajó junto con la Universidad de Huachung y la YWCA de Wuchang para llevar a cabo un puesto de curas para los soldados heridos. Sin embargo, cuando se hizo evidente que el próximo objetivo del ejército japonés sería capturar Hankou y Wuchang, muchos estudiantes comenzaron a irse. A fines de 1937, solo quedaban unos pocos miembros de Ginling.

### Bajo el Partido Comunista (1949~1951)
Bajo el nuevo gobierno comunista, el plan de estudios de Ginling tuvo que incorporar algunos requisitos políticos. Aunque estos no eran diferentes del requisito anterior de aprender los Principios del Partido bajo el gobierno nacionalista, Thurston argumentó que los nuevos requisitos comunistas eran más serios porque contenían “desafíos más definidos a las creencias cristianas”.La vida universitaria continuó como antes, excepto por las frecuentes interrupciones en el trabajo escolar para conferencias especiales, desfiles y otras funciones políticas. Las actividades religiosas también continuaron sin ninguna oposición directa del gobierno.Sin embargo, cuando comenzó a surgir la propaganda antiestadounidense, el 14 de noviembre de 1950, algunos estudiantes acusaron a su profesora de sociología estadounidense Helen Ferris de difundir mensajes antirrevolucionarios y de atacar la alianza chino-coreana. Esto condujo a críticas generalizadas no solo de Ferris, sino también de los "crímenes del imperialismo cultural" que ocurren en muchas escuelas misioneras en China. Con una atmósfera tan hostil, todos los miembros de la facultad misionera estadounidense abandonaron Ginling en el semestre de primavera de 1951, ya sea por deportación o voluntariamente. Algunos profesores chinos que no se identificaron completamente con la campaña agresiva también se enfrentaron a la misma persecución.El 17 de diciembre de 1950, el Departamento de Estado de los EE. UU. ordenó la congelación de todas las propiedades chinas en los EE. UU. y prohibió el envío de fondos a China, lo que hizo imposible el compromiso del Smith College con Ginling. Sin su fuente principal de ingresos, Ginling aceptó fondos del gobierno y se fusionó con la Universidad de Nankín para formar una Universidad Nacional Jinling pública. Ginling College reabrió sus puertas en 1987 como parte de la Universidad Normal de Nankín gracias a los esfuerzos de las exalumnas y Wu Yifang.

## Programas Académicos y Educativos

### 1915-1951
Jin Feng ha argumentado que los fundadores de Ginling pertenecían al grupo de "modernistas" en el campo misionero que estaban más interesados en preparar a las mujeres chinas de élite para el "liderazgo cristiano" que en convertir a las masas chinas analfabetas y afectadas por la pobreza. Aunque Ginling era en principio una universidad misionera, la facultad desde el principio enfatizó la importancia de ser una "institución de educación superior de buena fe" que poseía estándares académicos rigurosos. Como resultado, los planes de estudios que se enseñan en Ginling a menudo imitan los planes de estudio de las universidades de artes liberales de mujeres estadounidenses de élite en Nueva Inglaterra. Ginling era especialmente fuerte en inglés, educación física y economía doméstica.Ginling tenía una reputación de fortaleza en inglés y debilidad en la enseñanza del chino debido a su énfasis en el inglés. Casi todos los cursos se impartían en inglés y la escuela también estableció un examen completo de inglés que requería que todos los estudiantes aprobaran en el segundo semestre de su segundo año.La educación física se diseñó en torno al discurso misionero de equiparar un cuerpo sano con el carácter moral cristiano.La educación física, incluidas las instrucciones de baile en Ginling, fue lo que atrajo más atención, pero también le dio mala publicidad. Por ejemplo, un incidente en 1927 en el que se encontró a un grupo de estudiantes de Ginling bailando con marineros británicos indignó al público, ya que iba en contra del ideal chino de decoro y orgullo nacional.El Departamento de Economía Doméstica se estableció en 1938 para cumplir con las regulaciones gubernamentales durante la guerra y para fortalecer la colaboración institucional con otras instituciones misioneras mientras estaba en Chengdu. Todos los estudiantes de economía doméstica debían seleccionar metodologías de enseñanza para la economía doméstica y, a partir del segundo año, los estudiantes podían elegir entre tres áreas como sus especialidades: nutrición, bienestar y desarrollo infantil, o arte y vestimenta. Aunque el programa en sí, el programa de economía doméstica, permitió a los misioneros ofrecer cursos de ciencias a estudiantes mujeres. Además, los graduados en bienestar y desarrollo infantil a menudo se encontraron estudiando educación en los EE. UU. después de graduarse y pudieron convertirse en maestros en el jardín de infantes y la escuela primaria.

### La Universidad de Ginling de hoy
El Ginling College actualmente ofrece 6 especializaciones de pregrado, 5 programas de maestría y 4 orientaciones para candidatos a maestría. La universidad tiene 72 profesores y miembros del personal en la nómina, con el 58% de los maestros de tiempo completo que poseen títulos, el 55% con títulos de doctorado y el 50% con experiencia reciente de estudios en el extranjero.

## Tradiciones

### Vida estudiantil
Durante sus primeros años, los profesores organizaron actividades grupales agradables con los estudiantes fuera del salón de clases para crear una sensación de familiaridad e intimidad. Estos incluyeron tiempos sociales designados con los estudiantes y caminatas y salidas naturalistas dirigidas por profesores.Según Feng, tales intentos de crear solidaridad “no solo institucionalizaron un espíritu familiar en Ginling, sino que también expandieron la figura de la familia del nivel institucional al nacional, y por lo tanto cultivaron entre sus estudiantes un sentido colectivo de Noblesse oblige hacia su nación y su pueblo.”Según el sitio web oficial, estas tradiciones también surgieron bajo el liderazgo de la presidenta Wu Yifang:

1. Se integraron las culturas china y occidental. La “Vida elitista” fue interpretada como la ideología rectora para cultivar a los estudiantes del Ginling College. Requería que los estudiantes no solo dominaran bien sus conocimientos básicos y profesionales, sino también que tuvieran sueños nobles. Deben ser diligentes, duros y desinteresados en sus puestos y dedicar su vida a los demás, la sociedad y la nación con su propia sabiduría y fuerza.
2. Se combinaron la autonomía de las estudiantes y el sistema de tutoría para gestionar a las alumnas. Había un director por cada grado y un tutor por cada 8 alumnas. El tutor instruía la vida y el estudio de las estudiantes con habilidad y paciencia. Había un instructor para cada edificio de dormitorios.
3. Se puso en práctica el sistema de clases de hermanas. Las “hermanas” mayores dieron instrucciones sobre los estudios diarios y la vida de las “hermanas” menores y las guiaron para que se adaptaran al cambio de una escuela secundaria a una universidad. Por lo tanto, las hermanas menores se beneficiaron mucho y las hermanas mayores fortalecieron su sentido de responsabilidad y orgullo y así se volvieron más estrictas consigo mismas, a través de lo cual se promovieron entre sí.
4. Se valoró el ejercicio físico de las estudiantes. Cada estudiante de primer año obtenía una tarjeta de salud desde que ingresaba a la universidad para que los maestros pudieran enseñar a las estudiantes de acuerdo con su aptitud. Las lecciones obligatorias de educación física de 4 años para mejorar el físico de las estudiantes. También se valoró la maestría musical de las alumnas. Las lecciones de música primero enseñaron conocimientos básicos y habilidades musicales como producir sonido y leer música. Además, las estudiantes podrían tomar cursos en el Departamento de Música y participar en las actividades que realizaba el coro para mejorar su maestría musical.

### Eventos del año académico
El Día de los Fundadores se observó todos los años para celebrar a los fundadores que realizaron un trabajo pionero en la educación de las mujeres en China. Incluyen: Mary A. Nourse, Sophie Lanneau, Emma A. Lyon, Katherine E. Phelps, Laura E. White, Martha E. Pyle, Mary Cogdal, Venie J. Lee.El Día de los Fundadores fue apreciado incluso durante el exilio, ya que se convirtió en un símbolo de "unidad de espíritu" a pesar de la dispersión de las mujeres de la Ginling.

## Arquitectura

### La casa de las cien habitaciones (1915~1923)
El primer hogar de Ginling fue una residencia china de estilo antiguo en el callejón del bordado (绣花巷) conocido localmente como el Jardín de Lis (李家花园) porque anteriormente fue propiedad del quinto hijo de Li Hongzhang, el famoso estadista de la dinastía Qing. Consistía en “dos grandes mansiones chinas, laberínticas, colocadas una al lado de la otra, cada una con cuatro patios pavimentados, colocados uno detrás del otro, con un quinto patio a un lado. Los edificios eran todos de ladrillo gris con tejas grises y cuevas colgantes. Cada patio tenía unas diez habitaciones, en la mayoría de las habitaciones las ventanas delicadamente enrejadas cubrían la mitad más grande de las paredes. El acceso a los patios contiguos se realizaba a través de puertas de luna, aberturas circulares más grandes en las paredes divisorias”.Los miembros de la facultad estadounidenses se quejaron de los días helados del invierno, los pisos mohosos y las paredes con grietas. Las estudiantes también se quejaron de la ventilación, la calefacción y la falta de higiene en general. Thurston señala que, a pesar de estas deficiencias, todavía quedaba algo de belleza por descubrir, con un hermoso jardín con un pabellón al este de la casa.

### Nuevo hogar
Desde 1916, Thurston había estado participando en negociaciones para comprar terrenos para una nueva ubicación de Ginling. Sin embargo, debido a que era difícil para las mujeres comprar tierras en ese momento, John Leighton Stuart, presidente del Seminario Teológico de Nankín, se hizo cargo de la tarea. En 1918, había asegurado veintisiete acres de tierra que incluían once estanques, sesenta eincones y más de mil tumbas por alrededor de US $ 13,000. Henry Murphy de Murphy & Dana, una firma de arquitectura de Nueva York que había abierto una oficina en Shanghái, recibió el encargo de diseñar los edificios. También había diseñado edificios para Yale en China y el campus de la Universidad de Yenching. Thurston insistió en integrar elementos arquitectónicos chinos en el nuevo campus. El diseño de los nuevos edificios tenía un exterior de estilo palacio chino modificado, con techos curvos sobresalientes y aleros puntiagudos. Al mismo tiempo, estaba equipado con modernas comodidades occidentales. Una gran parte de la financiación provino de las campañas de Thurston en Estados Unidos, especialmente de la campaña "Siete universidades orientales para mujeres". Thurston afirmó que “fue la promoción cooperativa y no competitiva de proyectos lo que finalmente hizo que atrajera a las mujeres de Estados Unidos”.El cuadrilátero académico se abría hacia el este, mirando directamente hacia la Montaña Púrpura. El Edificio Social y Atlético se encontraba en el lado oeste del cuadrilátero, el Edificio de Recitación en el lado norte y el Edificio de Ciencias en el lado sur. El Social and Athletic Building, un regalo del Smith College Alumnae, fue considerado el "mejor ejemplo hasta ese momento del estilo chino en arquitectura adaptado a los usos modernos". El nuevo campus atrajo la atención de numerosas celebridades locales, nacionales y extranjeras, familiares y amigos de la universidad y estudiantes de toda la ciudad. Pronto se convirtió en un hito en Nankín y en un símbolo de significado multifacético para los diferentes distritos electorales de Ginling. Si bien aumentó la autoestima institucional, también despertó la envidia entre los foráneos. El nuevo campus diseñado por un arquitecto estadounidense y construido con fondos estadounidenses provocó cierta tensión entre Ginling y sus observadores chinos desde el exterior. Algunos criticaron los estilos de vida extravagantes de los estudiantes de Ginling e incluso las mentalidades occidentalizadas que, según afirmaron, “descalificaban a los estudiantes de Ginling para ser miembros productivos y patrióticos de la China moderna”.

### Después de la ocupación japonesa
Durante los tres años que los japoneses tomaron el campus de Nankín en 1942, los edificios sufrieron graves daños. Las paredes estaban sucias y llenas de agujeros. Todos los radiadores y hornos habían desaparecido, al igual que la mayoría de los muebles, equipos de laboratorio y libros de la biblioteca. Se habían realizado nuevas modificaciones: los soldados japoneses sustituyeron una nueva pared de ladrillos y una puerta de entrada completa por una celda de prisión, numerosos edificios de madera y equipo militar. El Dr. Davis S. Hsiung planeó y supervisó la rehabilitación del campus.

## Universidades hermanadas
El Smith College, ubicado en Northampton, MA, fue la universidad hermana del Ginling College, reconocida oficialmente desde 1921 hasta 1951. La relación de Smith con Ginling comenzó en 1916. Gracias al entusiasmo de las exalumnas del Smith, Delia Leavens y Frederica Mead, quienes habían pasado un tiempo considerable en China, la Smith College Association for Christian Work adoptó a Ginling como su proyecto hermano extranjero.
El Smith College brindó apoyo financiero y académico al Ginling College. Había un representante del Ginling en cada club del Smith, y las exalumnas del Smith contribuyeron con al menos una cuarta parte del presupuesto operativo de la Ginling durante años. Su primera contribución al campus en 1916 ascendió a 1000 dólares y se realizó anualmente hasta 1921, cuando se elevó a 2500, debido al creciente interés en Ginling. Durante el difícil período de la guerra, la contribución alcanzó los 4.000 dólares al año. El Comité de exalumnas de la Smith para Ginling se inició en 1923 y las exalumnas de Smith donaron 50,000 dólares para la construcción de un edificio recreativo en Ginling. Las contribuciones anuales al Colegio aumentaron gradualmente hasta alcanzar un máximo de 5,500 dólares por año.
Muchas graduadas del Smith también fueron profesores en Ginling.Para 1942, quince exalumnas de Smith habían enseñado en Ginling.
Smith recaudó casi 2500 dólares como regalo para celebrar el vigésimo quinto cumpleaños, en 1940, del Ginling y este dinero se utilizó para reparaciones después de la guerra.

## Legado
- La Universidad Normal de Nanjing fue fundada en el campus de Ginling College en 1952.
- Escuela secundaria de niñas Jinling (金陵女子高級中學女子高級中學) en Taipéi fue fundada por exalumnas de la Universidad de Mujeres Jinling en 1956.

## Trabajos citados
- Feng, Jin (2010). The Making of a Family Saga: Ginling College. ISBN 9781438429120.
- Thurston, Matilda S. Calder; Chester, Ruth Miriam (1956). Ginling College.
- Vautrin, Minnie (2008). Terror in Minnie Vautrin's Nanjing: Diaries and Correspondence, 1937-38. University of Illinois Press. ISBN 9780252033322.

## enlaces externos
- Sitio oficial (in Chinese)
- Asociación Ginling en América
- Registros de Ginling College en los Archivos de Smith College, Colecciones especiales de Smith College

- Datos: Q4570201